# Derbent-Talsperre
Die Derbent-Talsperre (türkisch Derbent Barajı) befindet sich 15 km südlich von Bafra in der nordtürkischen Provinz Samsun am Unterlauf des Kızılırmak.
Die Derbent-Talsperre wurde in den Jahren 1984–1990 von der staatlichen Wasserbehörde DSİ erbaut.
Sie dient der Energieerzeugung und der Bewässerung.
Sie ist die unterste einer Reihe von Talsperren am Kızılırmak und liegt etwa 35 km von dessen Mündung ins Schwarze Meer entfernt.
Flussaufwärts befindet sich die Altınkaya-Talsperre.
Das Absperrbauwerk der Talsperre ist ein Steinschüttdamm mit einem Lehmkern.
Der Staudamm hat eine Höhe von 29 m und besitzt ein Volumen von 2,5 Mio. m³. Die Kronenlänge beträgt 517 m. Der 16 km lange Stausee bedeckt eine Fläche von 16,5 km² und besitzt ein Speichervolumen von 213 Mio. m³.
Die Talsperre ist für die Bewässerung einer Fläche von 47.750 ha ausgelegt.
Das Wasserkraftwerk der Derbent-Talsperre verfügt über eine installierte Leistung von 58 Megawatt (2 × 26 MW und 1 × 6,3 MW). Die durchschnittliche Jahresenergieerzeugung liegt bei 257 GWh. Das Kraftwerk wird heute vom staatlichen Energiekonzern Elektrik Üretim A.Ş. (EÜAŞ) betrieben.
Der Stausee wird auch zur Fischzucht benutzt.